# Ufer-Laubschnecke

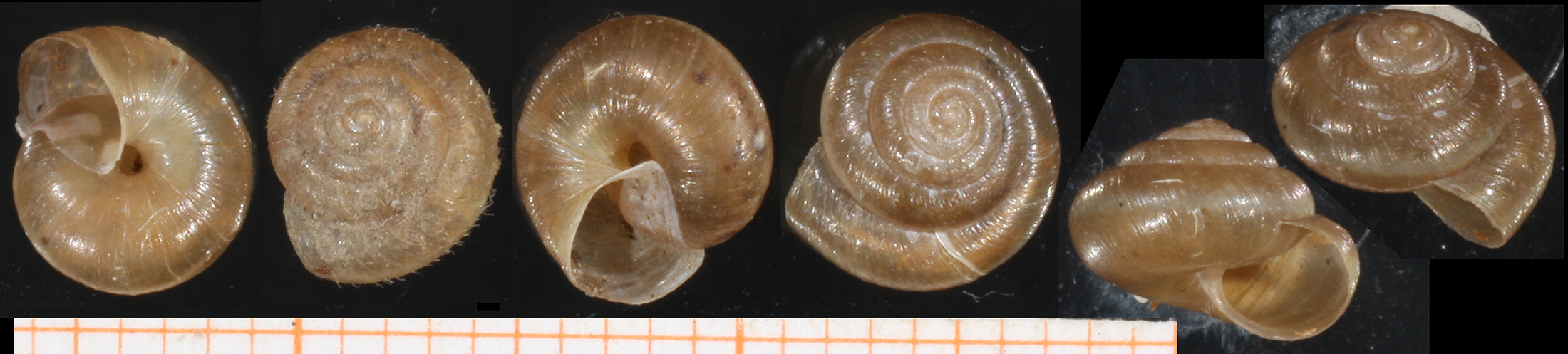
Leergehäuse der Ufer-Laubschnecke

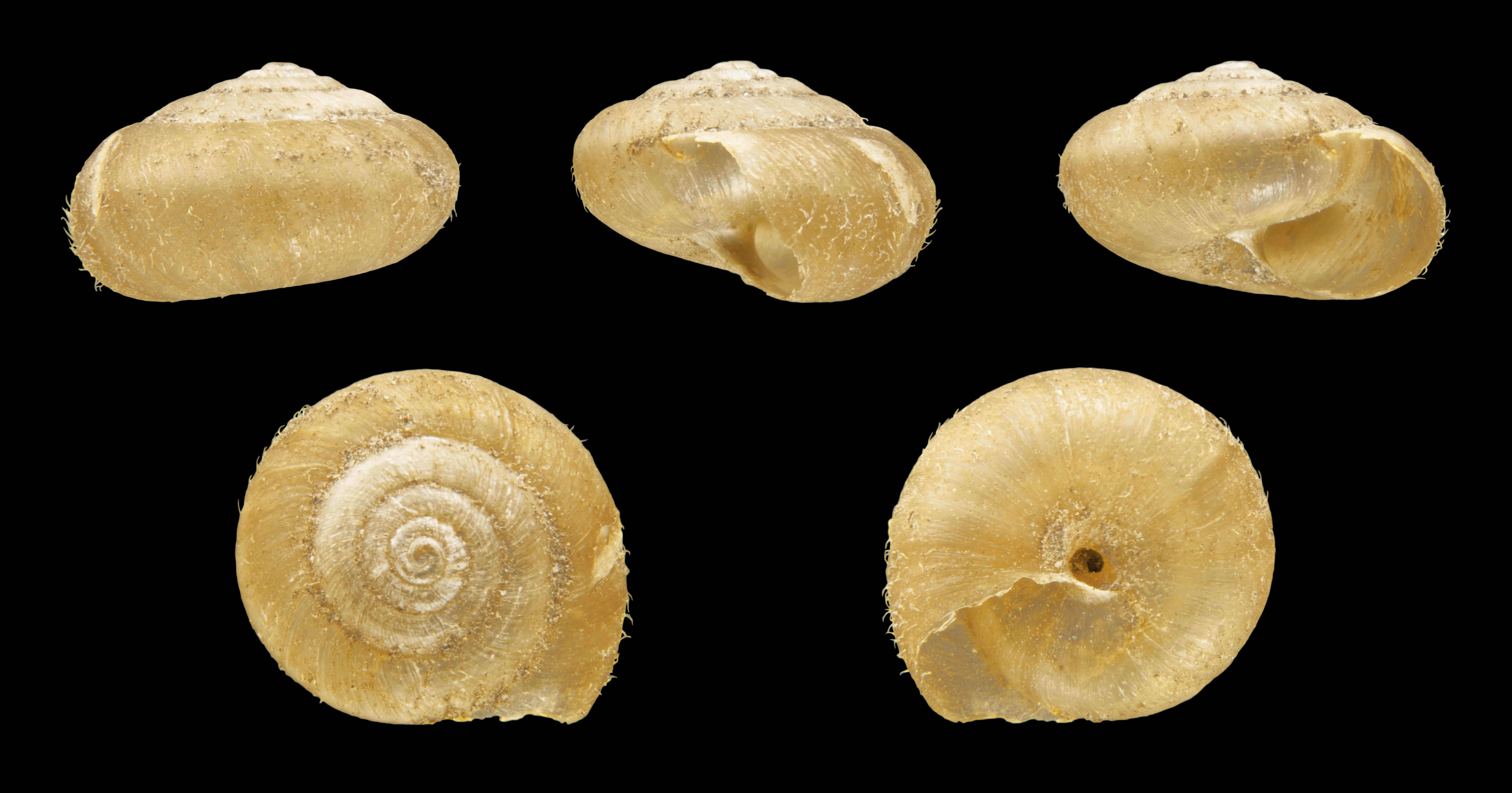

Die Ufer-Laubschnecke (Pseudotrichia rubiginosa), auch Behaarte Laubschnecke (oder auch Uferlaubschnecke geschrieben), ist eine Schneckenart der Familie der Laubschnecken (Hygromiidae) aus der Ordnung der Landlungenschnecken (Stylommatophora).

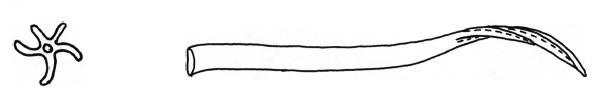
Liebespfeil

## Merkmale
Das kugelförmige Gehäuse misst 4,5 bis 5 mm in der Höhe und 6 bis 8 mm in der Breite. Es hat 4,5 bis 5 gewölbte Windungen, die durch eine flache Naht voneinander getrennt sind. Die Außenlinie des Gewindes ist leicht konvex gewölbt. Die Mündung ist im Querschnitt abgeflacht elliptisch bis quer-eiförmig. Es ist keine Lippe an der Innenseite des Mundrandes vorhanden. Der Mundrand läuft scharf aus und ist von der Basis hin zum Spindelbereich zunehmend umgeschlagen. Der Nabel ist eng und wird teilweise vom umgeschlagenen Mundrand verdeckt.
Das dünnwandige und durchscheinend Gehäuse ist schwach braun gefärbt. Die Oberfläche zeigt feine, unregelmäßige Anwachsstreifen, und ist matt glänzend. Auf der Oberfläche sitzen feine, kurze, fast gerade Haare, die bei den erwachsenen Exemplare meist abgerieben oder ausgefallen sind.
Der Weichkörper ist am Rücken schwärzlich und wird zu den Seiten heller. Der Fuß ist hellgrau, die Fußsohle heller. Der zwittrige Geschlechtsapparat hat nur ein sehr kurzes Genitalatrium. Im männlichen Trakt ist der Samenleiter nur wenig gewunden und tritt rechtwinklig in den Epiphallus ein. Das Flagellum ist nur wenig kürzer als der Epiphallus. Der Epiphallus ist deutlich länger als der Penis und hat in der Mitte einen Knick, der Penis ist kurz nach dem Übergang Epiphallus/Penis einmal geknickt. Die beiden Schenkel sind durch Muskelfasern miteinander verbunden. Der Penisretraktormuskel setzt im distalen Bereich kurz vor dem (Penis-)Knick an. Im weiblichen Trakt sind die Vagina und der freie Eileiter etwa gleich lang. Es ist nur ein großer, spindelförmiger Pfeilsack mit einem einzigen relativ großen Liebespfeil vorhanden, der am Ausgang der Vagina in das Atrium ansetzt. Am proximalen Ende der Vagina befinden sich zwei Glandulae mucosae, die sich jeweils in zwei Arme verzweigen. Der Stiel der Spermathek ist sehr lang, die Blase liegt der Albumindrüse an.

### Ähnliche Arten
Manche Populationen von Trochulus hispidus haben ein sehr ähnliches Gehäuse, das nur schwer zu unterscheiden ist. Diese Art hat jedoch längere, gebogene Haare und bei erwachsenen Tieren ist am Mündungsrand eine schwache Lippe ausgebildet. Die Gattung Trochulus ist zudem durch das Vorhandensein von zwei Pfeilsäcken mit je einem Liebespfeil charakterisiert.

## Geographische Verbreitung und Lebensraum
Die Art ist sehr zerstreut verbreitet, ihr Verbreitungsgebiet erstreckt sich von Frankreich (Dépt. Nord, Region Nord-Pas-de-Calais), Belgien, den Niederlanden und Südengland im Westen über Mitteleuropa und Osteuropa bis nach Sibirien und den Fernen Osten. Die nördliche Verbreitungsgrenze liegt in Südschweden (Gotland, Öland), Südfinnland und Südengland. Im Süden liegt die Verbreitungsgrenze in Kirgistan, Usbekistan und dem Nordkaukasus, in Europa in Bulgarien und Norditalien. In Südwestbulgarien kommt sie bis etwa 900 m über Meereshöhe vor.
Die Art bevorzugt ausgesprochen feuchte bzw. nasse Biotope wie Flussauen, feuchte Wälder, Sümpfe, feuchte Wiesen und sonstige feuchte Standorte entlang von Gewässern.

## Lebensweise und Fortpflanzung
Die Eiablage erfolgt (nach Beobachtungen in der Zucht) in den Monaten Juni, Juli und August. Die runden Eier sind undurchsichtig und milchigtrüb. Sie messen 1,2 bis 1,6 mm im Durchmesser. Jedes Tier legt zwei bis drei Gelege, bestehend aus 2 bis 6 Eiern etwa 10 cm tief in lockerer Erde ab. Nach etwa 15 bis 19 Tage schlüpfen die Jungtiere. Das Gehäuse der Schlüpflinge ist bräunlich gelb. Es hat 1¼ Windungen und ist 1,2 bis 1,4 mm groß. Das Embryonalgehäuse ist glatt, erst mit dem zweiten Umgang erscheinen die charakteristischen Haare. Nach dem Schlüpfen fressen die Jungtiere zuerst die Eihüllen auf. Sind diese verzehrt, fressen die Jungtiere verrottetes Pflanzenmaterial. Die zum Schlüpfzeitpunkt noch sehr hellen Tierchen haben nach vier Wochen bereits einen schwärzlichen Rücken mit helleren Seiten und heller Sohle. Das Gehäuse ist nun hellbraun, und durch die Schale scheinen die dunklen Mantelflecken hindurch. Die Nachzucht gelang nicht (vollständig), die Tiere starben bis spätestens zum 8. Monat ab und wuchsen auch nur unregelmäßig und langsam. Deshalb können zum Alter und Fortpflanzungszyklus keine Angaben gemacht werden.
Die Tiere leben überwiegend in Habitaten, die periodisch überflutet werden. Sie brauchen jedoch auch eine hohe Sonneneinstrahlung. Sie überwintern nicht unter Laub oder Totholz, sondern eingegraben in Schlamm.

## Taxonomie
Das Taxon wurde bereits 1838 von Emil Adolf Rossmässler als Helix sericea var. rubiginosa aufgestellt. Er publizierte den Namen allerdings in der Synonymie von Trochulus sericeus (ein jüngeres Synonym von Trochulus hispidus nach Małgorzata Proćków). Das Taxon wurde von Adolf Schmidt 1853 verfügbar gemacht, der Helix rubiginosa als eigenständige Art behandelte. Daher geben viele Autoren Adolf Schmidt als Autor von Pseudotrichia rubiginosa an. Die Art wird in der neueren Literatur einheitlich zur Gattung Pseudotrichia gestellt. Die Gattung wird in der Literatur allerdings mit unterschiedlichen Autoren und Publikationsdatum angeführt. Pseudotrichia wurde erstmals von Likharev 1949 vorgeschlagen. Er fixierte aber keine Typusart, das Taxon ist daher ungültig. Erst Schileyko 1970 gab eine Definition der Gattung und bestimmte auch eine Typusart. Pseudotrichia ist daher erst seit 1970 und mit Schileyko als Autor verfügbar.
Die Art wurde oft mit Trochulus plebeius (nach Małgorzata Proćków ein Synonym für Trochulus hispidus) verwechselt, sodass Nachweise für Pseudotrichia rubiginosa in Wirklichkeit zu letzterer Art gehören. Nachweise für Trochulus plebeius  könnten in Wirklichkeit auch zu Pseudotrichia rubiginosa gehören.

## Gefährdung
Die Art ist in Deutschland stark gefährdet. Auf das gesamte Verbreitungsgebiet betrachtet ist die Art nach Einschätzung der IUCN aber nicht gefährdet.

## Belege

### Online
- AnimalBase